# Maksim Sztrauch

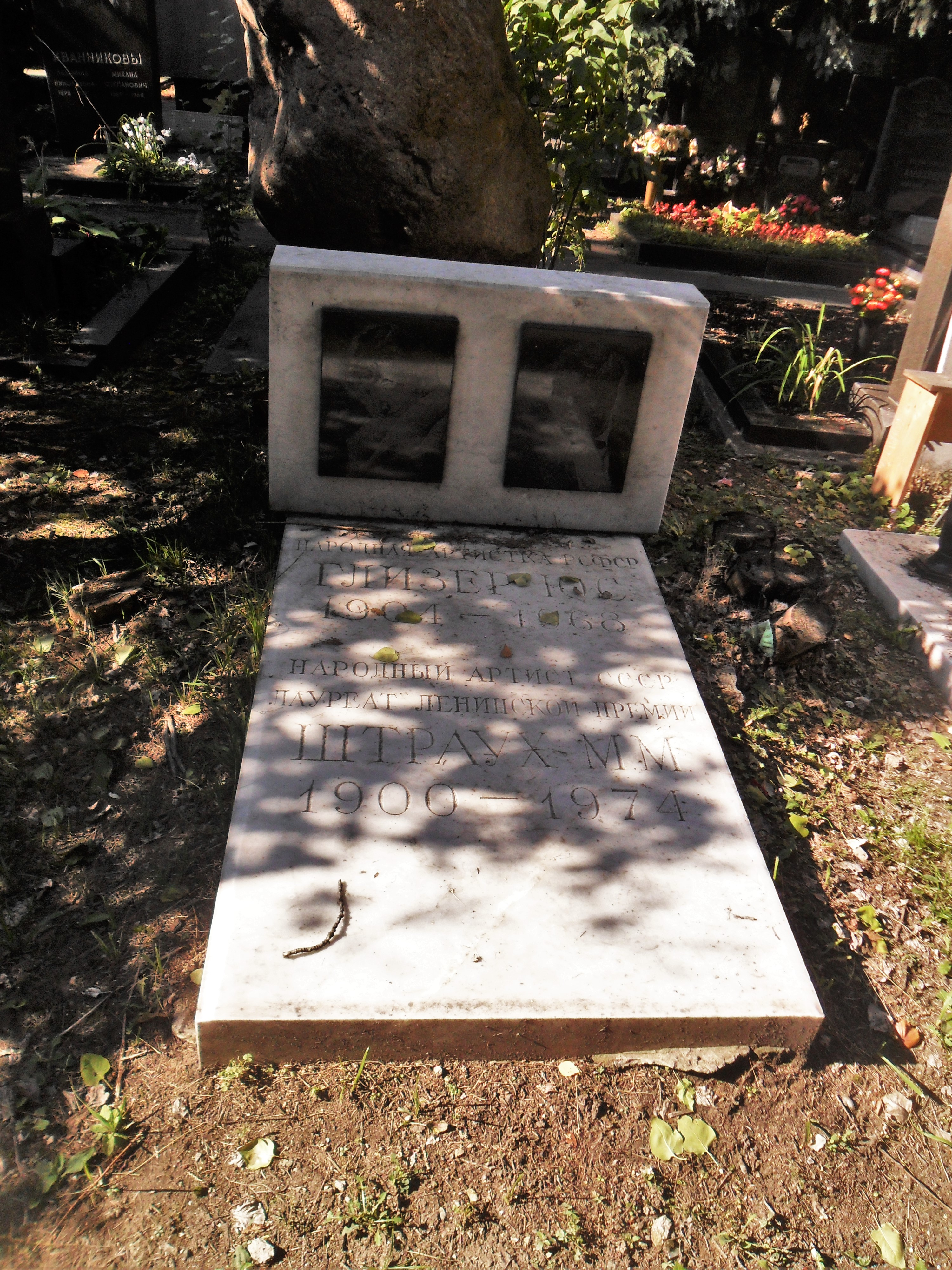
Grób Maksima Sztraucha i jego żony na Cmentarzu Nowodziewiczym w Moskwie

Michaił Maksimowicz Sztrauch (ros. Макси́м Макси́мович Штра́ух; ur. 1900 w Moskwie, zm. 1974 tamże) – radziecki aktor  teatralny i filmowy oraz reżyser teatralny. Ludowy Artysta ZSRR (1965). Trzykrotny laureat Nagrody Stalinowskiej (1949, 1951, 1951). Jego żoną była aktora Judif Glizier.
Znany m.in. z roli Lenina w filmie Człowiek z karabinem Siergieja Jutkiewicza.
Otrzymał tytuł Ludowego Artysty RFSRR oraz był laureatem Nagrody Leninowskiej.
Wraz z Siergiejem Eisensteinem pracował w teatrze Proletkultu. Na scenie debiutował w 1923 roku. W 1929 roku wstąpił do Teatru Meyerholda.
Został pochowany wraz z żoną na Cmentarzu Nowodziewiczym w Moskwie.

## Wybrana filmografia
- 1924: Strajk jako szpicel
- 1928: Upiór, który nie wraca jako agent
- 1933: Dezerter jako pierwszy bonza
- 1933: Transporter śmierci - epizod
- 1938: Człowiek z karabinem[4] jako Lenin
- 1938: Maksym[5] jako Lenin
- 1940: Bojownik wolności[6] jako Lenin
- 1942: Mongolia w ogniu[7]
- 1943: Dwaj żołnierze jako profesor
- 1946: Przysięga jako Rogers, amerykański dziennikarz
- 1946: Dwaj panowie[4]
- 1956: Zbrodnia przy ulicy Dantego[8]
- 1957: Opowieści o Leninie[9] jako Lenin
- 1966: Lenin w Polsce jako Lenin